# アドリアン・ユヌ
アドリアン・ユヌ（Adrien Hunou、1994年1月19日 - ）は、フランス・エヴリー出身のプロサッカー選手。アンジェSCO所属。ポジションはMF。

## 経歴

### クラブ
クレールフォンテーヌ国立研究所を経て2010年にスタッド・レンヌの下部組織に入団。2013年8月25日、リーグ・アンのエヴィアン・トノン・ガイヤールFC戦でプロデビュー。
2014年12月、リーグ・ドゥのクレルモン・フットにレンタル移籍。
2021年4月23日、MLSのミネソタ・ユナイテッドFCに加入する事が発表された。
2022年6月29日、アンジェSCOへ完全移籍。

### 代表
年代別のフランス代表歴がある。